# ゴールデンリバース
ゴールデンリバースは、秋田県秋田市に本拠地を置き、日本野球連盟に加盟している社会人野球のクラブチーム。
チーム名は、活動を休止したクラブチームのメンバーが結成したため、新しくスタートするという意味を込めて「Rebirth（生まれ変わり、再生、復活）」を付けた。

## 概要
2009年2月に活動を休止した社会人野球のクラブチーム『ユーランドクラブ』のメンバーが中心となり結成し、同年3月26日に『ゴールデンリバース』として日本野球連盟に登録された。
2010年、全日本クラブ野球選手権大会に初出場を果たした（初戦敗退）。
2012年、2回目となる全日本クラブ野球選手権大会出場も初戦敗退に終わった。
2019年、第100回全国高等学校野球選手権記念大会で準優勝を果たした秋田県立金足農業高等学校のメンバーが3名入部した。

## 沿革
- 2009年2月4日 - ユーランドクラブが活動休止（2016年1月14日に廃部）
- 2009年3月26日 - ユーランドクラブの元メンバーを中心として結成し、日本野球連盟に新規登録
- 2010年 - 全日本クラブ野球選手権大会に初出場（初戦敗退）
- 2013年 - 東日本クラブカップで準優勝

## 元プロ野球選手の競技者登録
- 鶴田圭祐（元：東北楽天ゴールデンイーグルス） - 投手（2020年～）